# Zhu Lingdi
Zhu Lingdi (chinesisch 朱玲娣, Pinyin Zhūlíngdì; * 27. Januar 1993 in Nantong) ist eine chinesische Beachvolleyballspielerin.

## Karriere
Im Mai 2012 wurden Zhu Lingdi und Huang Ying Fünfte beim Seoul Women’s Challenger. Für die jüngere war es die erste, für die nicht einmal fünf Monate ältere Sportlerin die letzte FIVB-Veranstaltung ihrer Karriere. Ab 2014 war Zhu zunächst mit Xu Xiaoya, danach mit Wang Jiaxi und anschließend mit Yuan Lvwen hauptsächlich bei nationalen Turnieren am Start. Mit Wang nahm die in der Provinz Jiangsu geborene Athletin 2016 zwar auch an den Open der World Tour in Xiamen und Fuzhou teil. Die beiden schafften es jedoch nicht über die Qualifikation hinaus. Etwas besser lief es mit Yuan 2017 bei Zwei-Sterne-Turnieren in Nanjing mit dem neunten und in Nantong mit dem siebzehnten Platz. Zhu Lingdi und ihrer neuen Partnerin Lin Meimei gelangen eine Saison später vierte Ränge bei den gleichen Wettbewerben in denselben Orten sowie der Einzug ins Achtelfinale bei der Asienmeisterschaft. 2019 traten Zhu und Chen ChunXia bei drei Zwei-Sterne-Events an und gewannen in Zhongwei mit Bronze ihre erste Medaille der internationalen Beachserie.
Erst im Juli 2022 setzte Zhu Lingdi ihre Karriere fort. Mit Wang Fan siegte sie beim Futures in Ljubljana. Die beiden standen außerdem in der Runde der letzten Sechzehn bei den Challenge-Veranstaltungen auf den Malediven sowie in Dubai und eine Woche später am gleichen Ort. Noch besser lief es beim gleichwertigen Event in Torquay, als das Duo im Endklassement den geteilten fünften Platz belegte. Nach der kurzen Zusammenarbeit wechselte Zhu 2023 zu Wang Xinxin. Die Chinesinnen wurden bei der Asienmeisterschaft Erste in ihrem Pool, überstanden die erste Hauptrunde und konnten erst im Viertelfinale bezwungen werden. Im Anschluss erreichten sie die Endspiele der Futures von Wenzhou Cangnan und Qidong.
Noch im gleichen Jahr bildete Zhu Lingdi gemeinsam mit Cao Shuting ein neues Team. Das Duo belegte gleich den vierten Platz beim gleichwertigen Wettbewerb auf Mallorca. Ihr sportlich wertvollster Erfolg gelang ihnen direkt danach beim Challenge in Haikou als sie nach überstandener Qualifikationsrunde und einer Niederlage im ersten Gruppenspiel alle Gegnerinnen vor dem Finale bezwangen und erst dort von den aktuell Weltranglistenersten (Stand: 20. Januar 2025) Carol/Bárbara gestoppt werden konnten. Anschließend überstanden die Asiatinnen noch drei Mal bei gleichen Veranstaltungen die Vorausscheidung, konnten jedoch im Hauptwettbewerb kein Spiel mehr gewinnen. Ihr bestes Ergebnis im Spieljahr 2024 erzielten sie im Juni, als sie als chinesische Nationalmannschaft gemeinsam mit einem anderen Beachpaar bei den AVC Continental Cup Finals erst im Endspiel den Japanerinnen unterlagen, die sich dadurch einen Platz bei den Olympischen Spielen in Paris erkämpften.